# Karlshof (Leipzig)

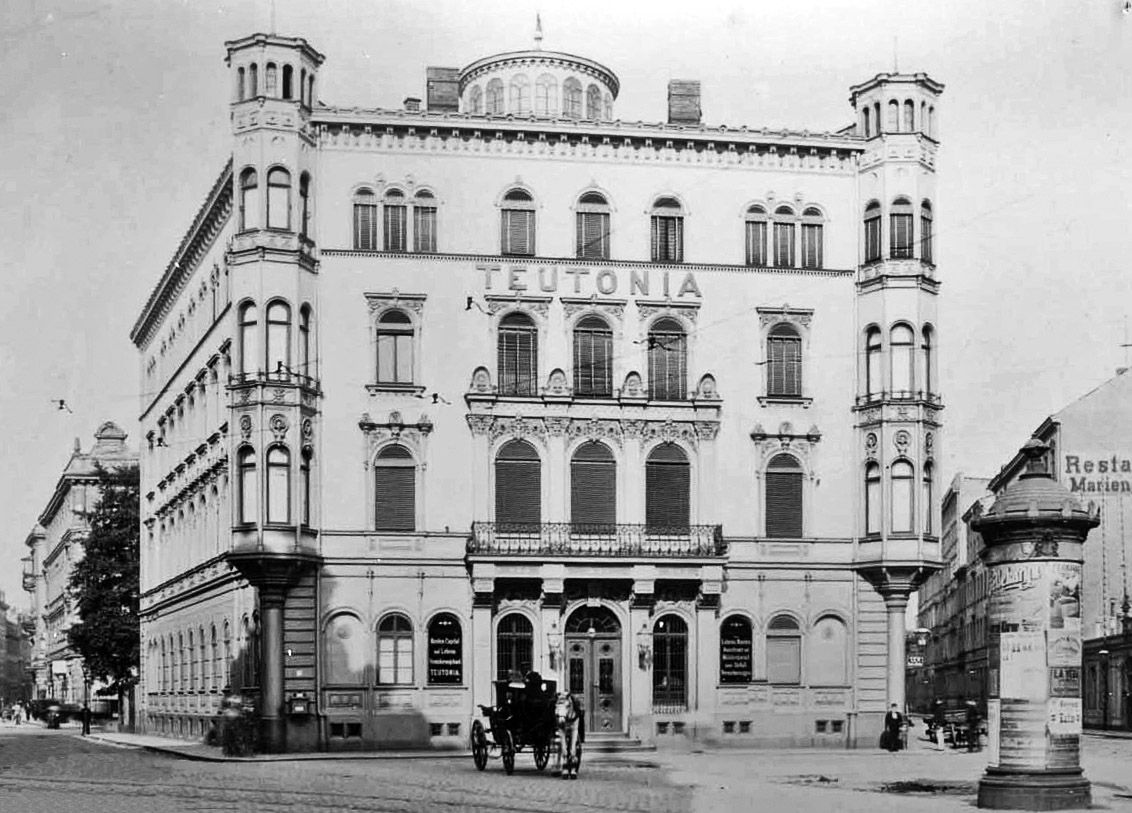
Der Karlshof um 1875

Der Karlshof war ein Wohn- und Geschäftshaus in der Ostvorstadt von Leipzig.
1843 wurde das zu den äußeren Leipziger Stadttoren zählende Hintertor (auch Schönefelder oder Tauchaer Tor) abgebrochen. In diesem Bereich wurde 1870/1871 durch die 1852 in Leipzig gegründete und zuvor am Neumarkt residierende Allgemeine Renten-, Capital- und Lebens-Versicherungsbank Teutonia ein Wohn- und Geschäftshaus errichtet. Die Pläne stammten vom Leipziger Architekten Albert Geutebrück (1801–1868), der die Fertigstellung des Gebäudes aber nicht mehr erlebte.
Das Haus stand an der Einmündung der Carlstraße (heute Büttnerstraße) in die Schützenstraße und reichte bis zur Einmündung der Marienstraße (heute Chopinstraße) in die Schützenstraße. Es hatte die Adresse Schützenstraße 15/16. Das viergeschossige Gebäude war im klassizistischen Stil errichtet mit einer Schmuckfassade mit Eckerkern und Balkonen sowie dem Namenszug TEUTONIA zu dem kleinen dreieckigen Platz, der durch die spitzwinklig einmündende Carlstraße entstand. Das sich nach hinten wegen des Straßenverlaufs verbreiternde Gebäude hatte an den Seiten zehn Fensterachsen.
Von 1913 bis 1915 ließ die Teutonia von den Dresdner Architekten Gustav Hänichen (1860–1924) und Heinrich Tscharmann (1859–1932) an der Südstraße 73 (heute Bürogebäude Karl-Liebknecht-Straße 143, ehemalige SED-Bezirksleitung) ein großes repräsentatives Bürogebäude errichten und zog dorthin. Erst ab 1917 führte der ehemalige Teutonia-Sitz in der Ostvorstadt den Namen Karlshof und zählte nunmehr zur Karlstraße 1.
Bei der Bombardierung des Hauptbahnhofs am 7. Juli 1944 wurde auch der Karlshof zerstört. Nach jahrzehntelanger Brachlage wurden nach 1990 hier sechsgeschossige Wohnhäuser errichtet.